# Carlos Molina
Carlos Amado Molina (ur. 25 maja 1983 w Patzcuaro) – meksykański bokser, były mistrz świata IBF w kategorii junior średniej.

## Kariera zawodowa
Karierę zawodową rozpoczął 23 października 2003. Do lutego 2013 stoczył 28 walk, z których 21 wygrał, 2 zremisował i 5 przegrał. W tym okresie zdobył tytuł WBO NABO w wadze junior średniej.
14 września 2013 otrzymał szansę walki o tytuł mistrza federacji IBF w wadze junior średniej. Zmierzył się w Las Vegas z broniącym tytułu Amerykaninem Ishe Smithem. Zwyciężył po niejednogłośnej decyzji sędziów na punkty i został nowym mistrzem świata. 11 października 2014 doszło do jego wyczekiwanej walki z byłym mistrzem świata tej samej kategorii i federacji - Corneliusem Bundrage. Molina był wielkim faworytem pojedynku, ale został wysoko wypunktowany przez 41. letniego Amerykanina, będąc do tego dwukrotnie liczonym.